# Loupmont
Loupmont ist eine französische Gemeinde mit 73 Einwohnern (Stand: 1. Januar 2022) im Département Meuse in der Region Grand Est (bis 2015 Lothringen). Sie gehört zum Arrondissement Commercy und zum Kanton Saint-Mihiel. Die Einwohner werden Loupmontois genannt.

## Geografie
Loupmont liegt etwa 40 Kilometer südsüdöstlich von Verdun. Das Gemeindegebiet ist Teil des Regionalen Naturparks Lothringen. Umgeben wird Loupmont von den Nachbargemeinden Varnéville im Nordwesten und Norden, Buxières-sous-les-Côtes im Norden und Nordosten, Montsec im Nordosten, Xivray-et-Marvoisin im Osten, Bouconville-sur-Madt im Südosten und Süden  sowie Apremont-la-Forêt im Südwesten und Westen.

## Bevölkerungsentwicklung
| Jahr                       | 1962 | 1968 | 1975 | 1982 | 1990 | 1999 | 2006 | 2011 | 2019 |
| Einwohner                  | 124  | 108  | 90   | 96   | 103  | 88   | 89   | 84   | 72   |
| Quellen: Cassini und INSEE |      |      |      |      |      |      |      |      |      |

## Sehenswürdigkeiten

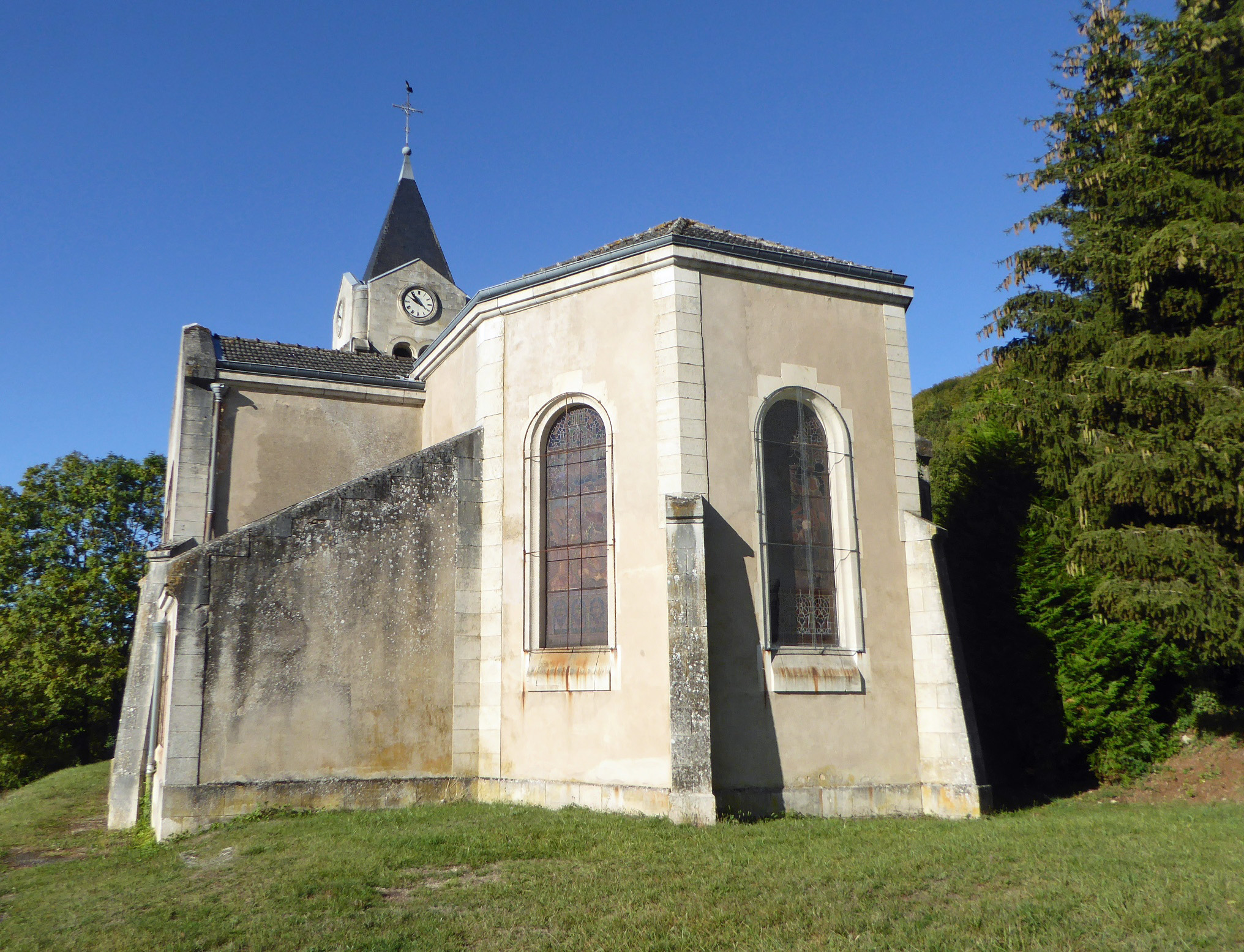
Kirche Saint-Pierre

- Kirche Saint-Pierre